# Serre Chevalier
Der Serre Chevalier ist ein 2491 Meter hoher Berg der Gebirgsgruppe Pelvoux im Département Hautes-Alpes in der französischen Region Provence-Alpes-Côte d’Azur mit einem gleichnamigen Skigebiet. Das Gebiet ist Teil des Nationalpark Écrins.
2002 fand hier die I. Weltmeisterschaft im Skibergsteigen statt.